# Pseudobunaea pallens
Pseudobunaea pallens är en fjärilsart som beskrevs av L.Sonthonnax 1899. Pseudobunaea pallens ingår i släktet Pseudobunaea och familjen påfågelsspinnare. Inga underarter finns listade i Catalogue of Life.